# Низовка (Новосибирская область)
Низовка — посёлок в Тогучинском районе Новосибирской области. Входит в состав Завьяловского сельсовета.

## География
Площадь посёлка — 42 гектаров.

## Население
| 2002 | 2007 | 2010 |
| ---- | ---- | ---- |
| 135  | ↘127 | ↗133 |

## Инфраструктура
В посёлке по данным на 2019 год функционирует 1 учреждение здравоохранения.